# Huit Heures à Berlin
Huit Heures à Berlin est la 22e aventure et le 29e album de la série de bande dessinée Blake et Mortimer. Scénarisé par Jean-Luc Fromental et José-Louis Bocquet, dessiné par Antoine Aubin, d'après les personnages créés par Edgar P. Jacobs, l'album est publié le 25 novembre 2022 par les Éditions Blake et Mortimer.

## Titre
Le titre de l'album évoque la visite du président John F. Kennedy en 1963 à Berlin-Ouest et qui durera environ huit heures et durant laquelle il prononça sa célèbre phrase « Ich bin ein Berliner » face à la foule venue le rencontrer devant la Mairie de Schöneberg.

## Auteurs
C'est le premier scénario écrit pour la série Blake et Mortimer par Jean-Luc Fromental et José-Louis Bocquet tandis qu'Antoine Aubin avait déjà dessiné le tome 2  de La Malédiction des trente deniers (2010) et L'Onde Septimus (2013). Les deux auteurs collaboreront l'année suivante pour un nouvel album mai cette fois ci, hors série L'Art de la guerre et dessinée par Floc'h.

## Résumé
Juin 1963. Werner Scheibling, un agent double, est mortellement blessé par la Volkspolizei est-allemande alors qu'il franchit le mur de Berlin pour rejoindre Berlin-Ouest. Agonisant, il n'a que le temps de prononcer un mot à Otto Frutiger, chef du BND, les services secrets ouest-allemands : « Doppelgänger ».
Au même moment, le professeur Philip Mortimer est invité par sa vieille amie, l'archéologue soviétique Olga Mandelstam, à venir visiter un site de fouille d'Irendyk au cœur de l'Oural méridionnal, où elle serait sur le point de découvrir les ruines de la cité mythique d'Arkaïm. Arrivé en Union soviétique via Moscou et Sverdlovsk, Mortimer découvre que ce n'est pas en qualité d'archéologue amateur que son amie l'a invité, mais plutôt pour ses talents d'enquêteur : sept cadavres au visage arraché viennent d'être découverts sur le site. Après une auscultation des cadavres regroupés dans un camion frigorifique, Mortimer et Olga découvrent un fragment métallique dans un des cranes pouvant venir d'une électrode ce qui leur fait penser à une manipulation neurocérébrale. Ils dévoilent à Mikhaïl, un policier russe, qu'ils pensent aux théories du docteur Julius Kranz. 

Les quatre secteurs d'occupation de Berlin

Pendant ce temps, le capitaine Blake en représentant du MI6 participe à Genève à une réunion sur le lac Léman entre agents de sécurité de l'ouest: Mark Rand de la CIA, le commissaire Pradier du SDECE français, Otto Frutiger du BND ouest-allemand et le général Carver de l'US Army Security Agency. L'ordre du jour est l'organisation de l'opération Prince, durant huit heures cruciales. A l'issue Otto Frutiger raccompagne en voiture Blake à son hôtel pour lui expliquer pendant le trajet les circonstances de la mort de Werner Scheibling et demander à Blake d’enquêter à Berlin-Est. Ils sont alors attaqués à la mitraillette par des tueurs, leur voiture tombe dans le lac et Blake reste l'unique survivant. 

À la recherche d'un hôpital où des opérations chirurgicales auraient pu avoir lieu, Mortimer et Olga trouvent le sanatorium d'Arkaïm. Mortimer escaladant l'entrée fermée poursuit seul et trouve finalement le bâtiment désaffecté juste avant de se faire menacer d'une arme. Il est ensuite accompagné à l'intérieur par des soldats armés où il rencontre finalement son vieil ennemi Olrik et le docteur Kranz qui dirige un ensemble hospitalier regroupant de nombreux patients masqués dont certains à l'esprit dérangé. Kranz invite alors Mortimer dans son laboratoire à subir un lavage de cerveau grâce à sa technologie avancée.
À la suite de l'enterrement de Frutiger, Blake décide d'enquêter à Berlin-Est pour comprendre la signification de « Doppelgänger » sous le faux nom de Lawrence White, un supposé directeur d'édition londonnien retrouvant Richard Mendoza un collègue argentin. Blake veut retrouver un contact, Tibor Kertesz mais celui-ci à disparu. Il rencontre Krista Hagen, sa fiancée sur un tournage de film. Celle-ci accompagne Blake et Mendoza à Lübbenau où se cache Tibor. Ils arrivent trop tard car il vient de se faire toucher par une balle des tueurs du GRU à sa poursuite. Ceux-ci sont abattus par Blake et Mendoza. Tibor a néanmoins laissé un message écrit avec son propre sang à leur intention.
Depuis 48 heures, Mortimer subit le traitement brutal du docteur Kranz quand celui-ci part subitement avec Olrik et le patient masqué (le Doppelgänger) en hélicoptère vers l'Allemagne de l'est. Mortimer entouré d'hallucinations ultra-violentes sombre dans une rage incontrôlable puis essaye de fuir le sanatorium. Il prend la place d'un cadavre et jette par la fenêtre le corps qui retombe 150 mètres en contrebas. Profitant de l'inhumation des cadavres dans la foret, Mortimer dont la rage ne s'est pas calmée assomme deux soldats puis est rejoint par Olga et Mikhaïl qui lui apprennent la visite imminente du président Kennedy à Berlin-Ouest.

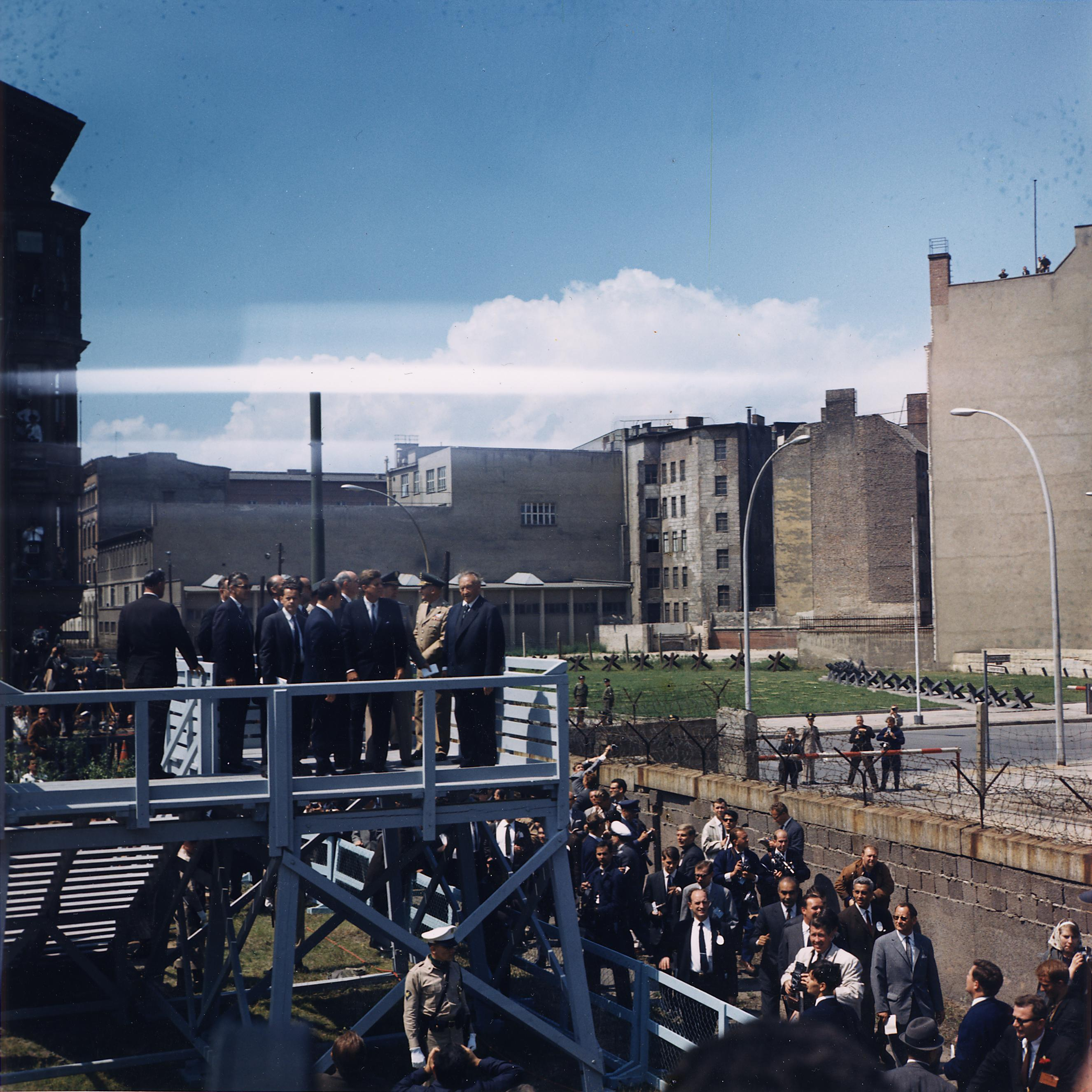
Visite du Président JF Kennedy à Berlin en 1963 (image reprise dans la page 49 de l'album)

Suivant les indications de Tibor, Blake se fait aider par Mendoza pour pénétrer dans la clinique du docteur Kranz à Berlin-Est. Dans le bâtiment il découvre Kranz et le Doppelgänger quand il se fait braquer par Olrik. Changeant ses plans, celui-ci abat froidement Kranz afin de faire passer Blake comme son assassin aux yeux du GRU. Pendant ce temps Mortimer rejoint Mendoza et ensemble, après le départ d'Olrik, investissent la clinique où ils retrouvent Blake endormi et Kranz mort. Il s'échappent avec Blake avant l'arrivée de la Kriminalpolizei. Faisant le rapport entre le Doppelgänger et la visite du président Kennedy (l'opération Prince), les trois complices décident de traverser la frontière vers Berlin-Ouest. Mais les gardes américains du checkpoint C côté ouest trouvant Mortimer sans papiers caché dans la fourgonnette de Mendoza arrêtent le petit groupe. Ils se retrouvent en prison à 9H40 au moment de l'arrivée de Kennedy sur l'aéroport de Tegel. Le Home Office ayant été prévenu par Blake, ils sont libérés à 11H30.
Assistant au discours de Kennedy, Blake comprend que quelque chose ne va pas quand il voit le président américain s'asseoir à droite et non à gauche — comme il doit le faire pour des raisons médicales — dans sa voiture officielle. Retraçant son programme, ils ont le sentiment que la subtilisation avec le Doppelgänger s'est produite dans une pièce de l'hôtel de ville où Kennedy devait se reposer. Ils y découvrent un tunnel menant à Berlin-Est. Suivant la piste ils se déguisent en soldats Spetsnaz et filent vers l'aéroport de Schönefeld. Ils s'emparent de l'hélicoptère Mil Mi-4 transportant le « Prince » puis volent vers Air Force One qui s’apprête à décoller de l'aéroport de Tegel.
Rencontrant l'opposition de la tour de contrôle, l'hélicoptère de Blake est menacé par un lancer de missiles air-sol. Le commissaire Pradier (ayant reconnu Olrik à bord d'Air Force One) interrompt le lancement à temps pour que Blake atterrisse puis investisse l'avion présidentiel avec Mendoza, Mortimer et le vrai président Kennedy malgré les réticences du général Carver. 
Dans l'avion, on se rend compte qu'Olrik s'est allié avec Carver pour l'opération mais quand il apprend la mort de Kranz le général tue le Doppelgänger. Acculé, Olrik prend en otage le président Kennedy. Il est finalement maitrisé par Mendoza. Air Force One décolle à 18 heures tandis qu'Olrik et Carver sont appréhendés par la gendarmerie française. En épilogue, le 22 novembre 1963, Blake et Mortimer apprennent à la radio du Centaur club l'assassinat de Kennedy.

## Lieux, véhicules et personnages

### Lieux
L'aventure se déroule principalement à Berlin et dans l'Oural.
- Allemagne de l'Ouest : le cimetière boisé de la Heerstraße, Checkpoint Charlie, l'aéroport de Tegel et la mairie de Schöneberg à Berlin-Ouest.
- Allemagne de l'Est : le mur de Berlin, le Café Moskau, la porte de Brandebourg et l'aéroport de Schönefeld à Berlin-Est, les studios de Babelsberg à Potsdam, la forêt de la Sprée, près de Lübbenau.
- Royaume-Uni : les appartements de Blake et Mortimer dans Park Lane et le Centaur Club dans Piccadilly à Londres.
- Union soviétique : l'aéroport international de Vnoukovo à Moscou, Sverdlovsk, le chantier de fouille d'Arkaïm dans l'Oural.
- Suisse : l'aéroport de Genève-Cointrin à Genêve, le Léman.

### Véhicules

Quelques réprésentations de véhicules utilisées dans l'album
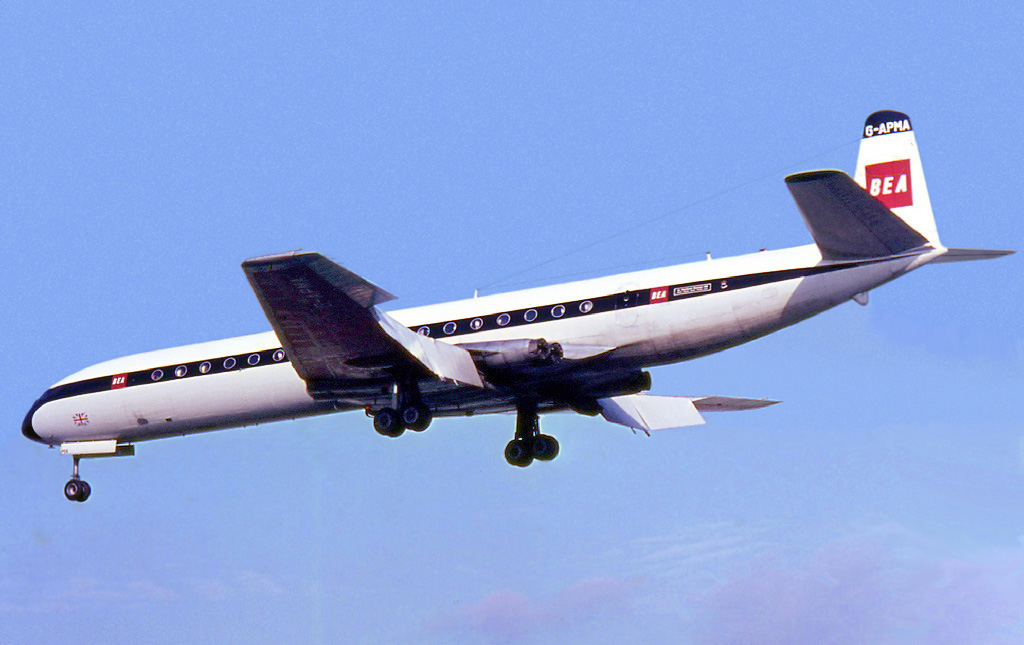
Mortimer se rend en Union soviétique à bord d'un de Havilland Comet 4B de la British European Airways.
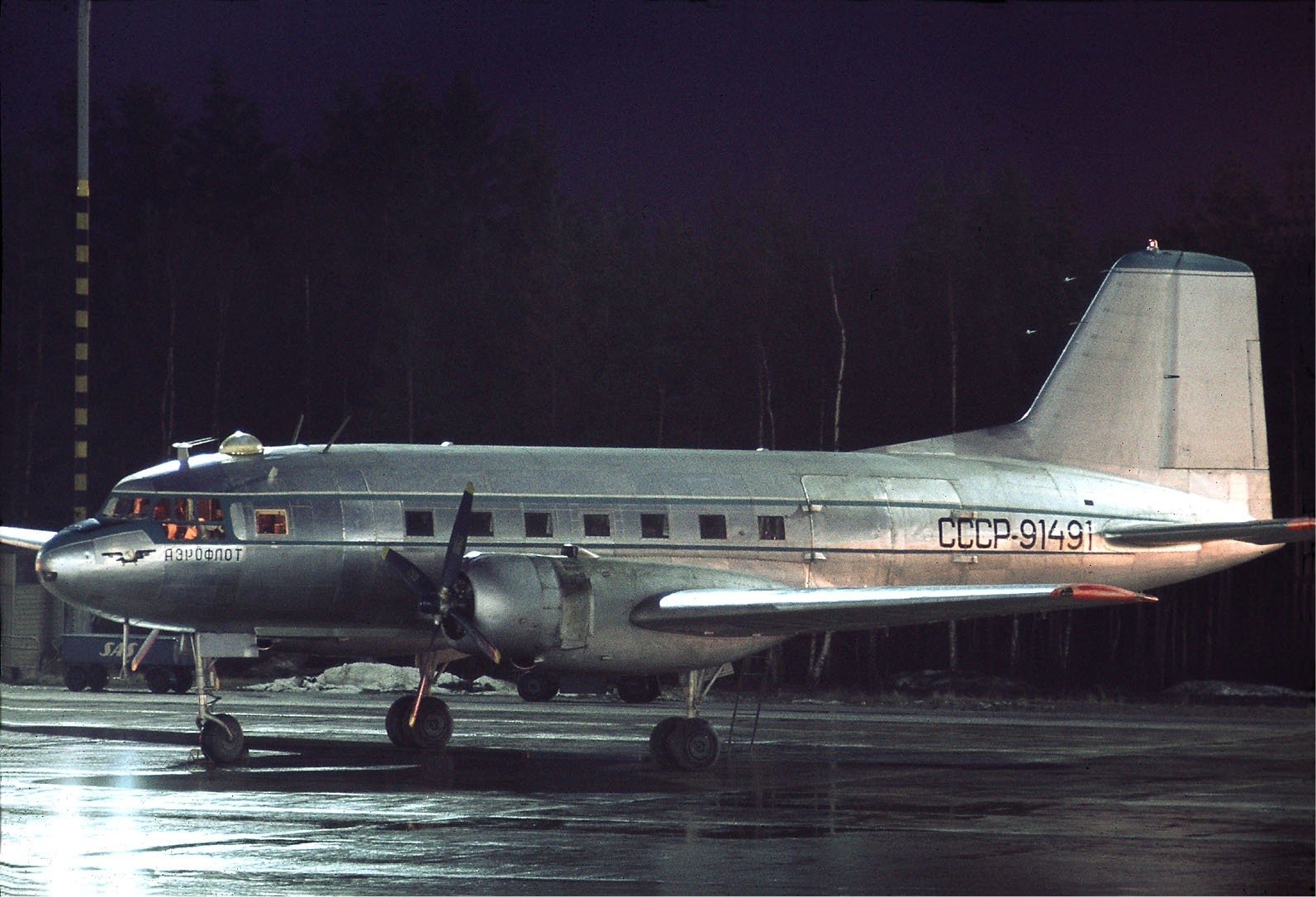
Il poursuit son voyage à bord d'un Iliouchine Il-14 de l'Aeroflot.
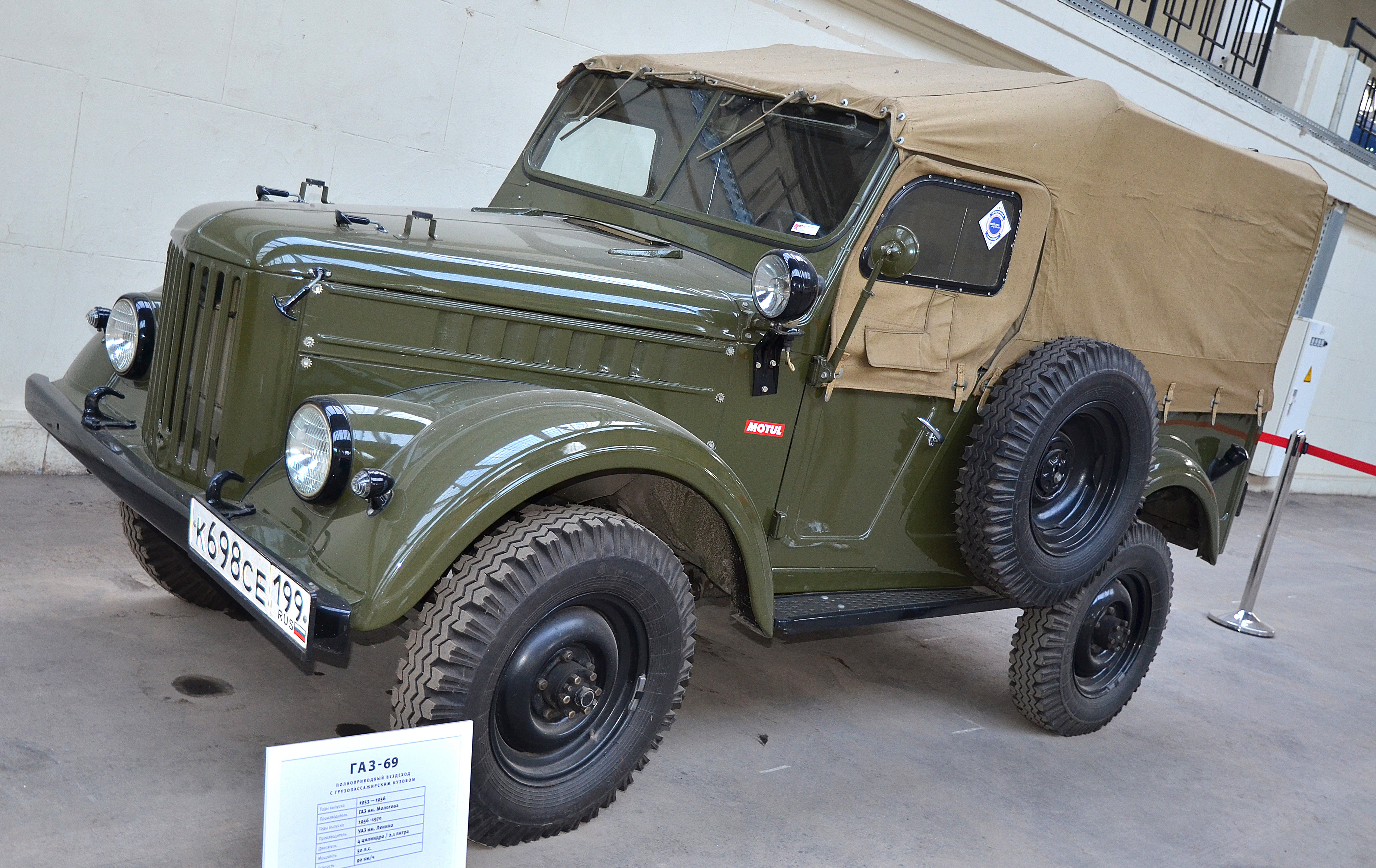
Une GAZ-69 est utilisée sur le chantier de fouille de l'Oural.
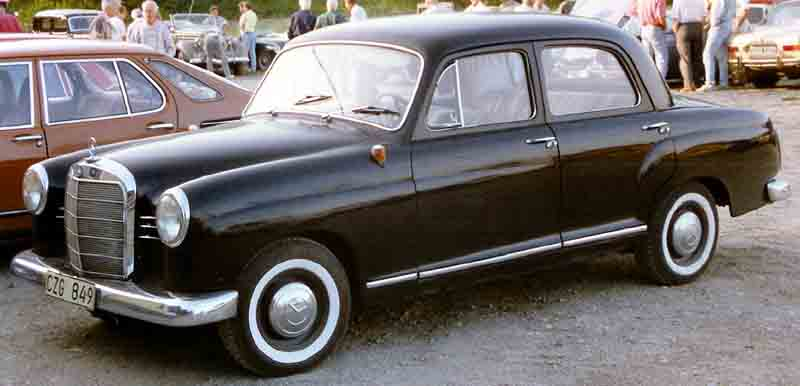
La Mercedes-Benz Ponton du chef du BND garée près du mur de Berlin.
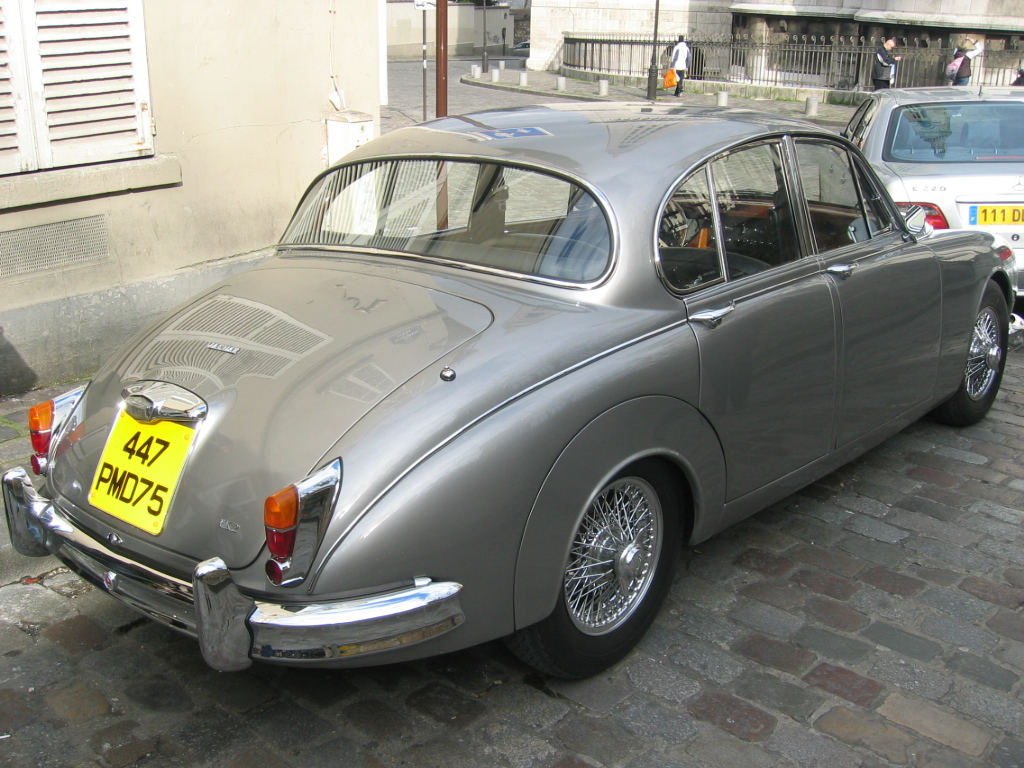
La Jaguar Mark 2 de fonction de Blake.
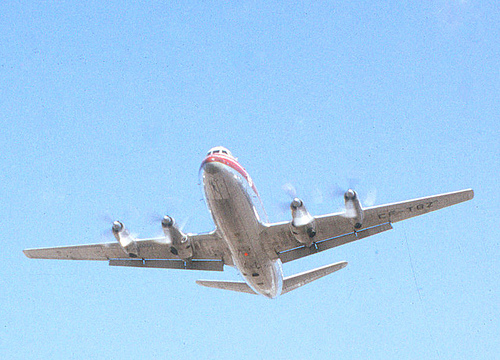
Blake se rend à Genêve à bord d'un Vickers Viscount de la British Overseas Airways Corporation.
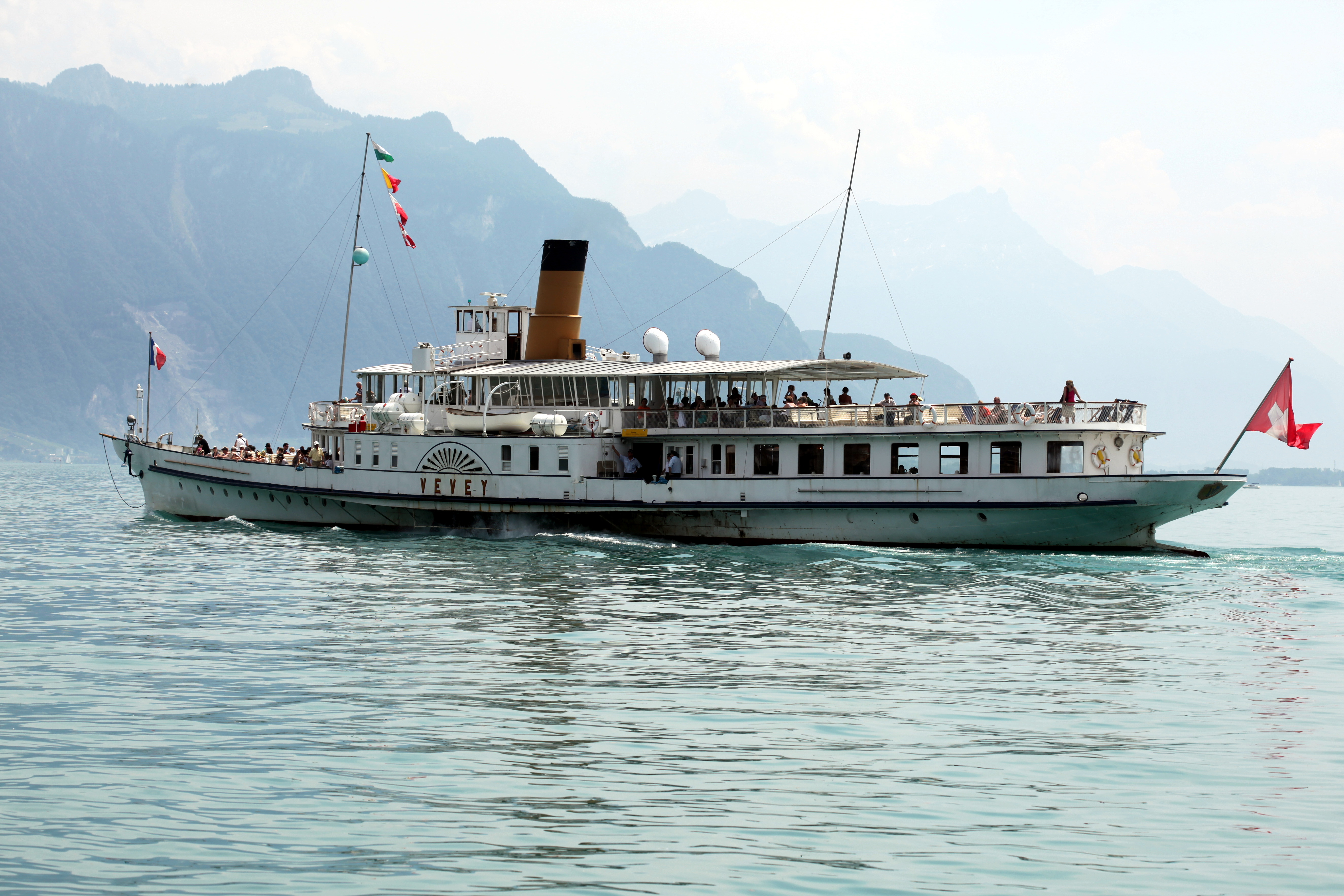
Blake participe à une réunion secrète à bord du Vevey, un bateau à roues à aubes naviguant sur le Léman.
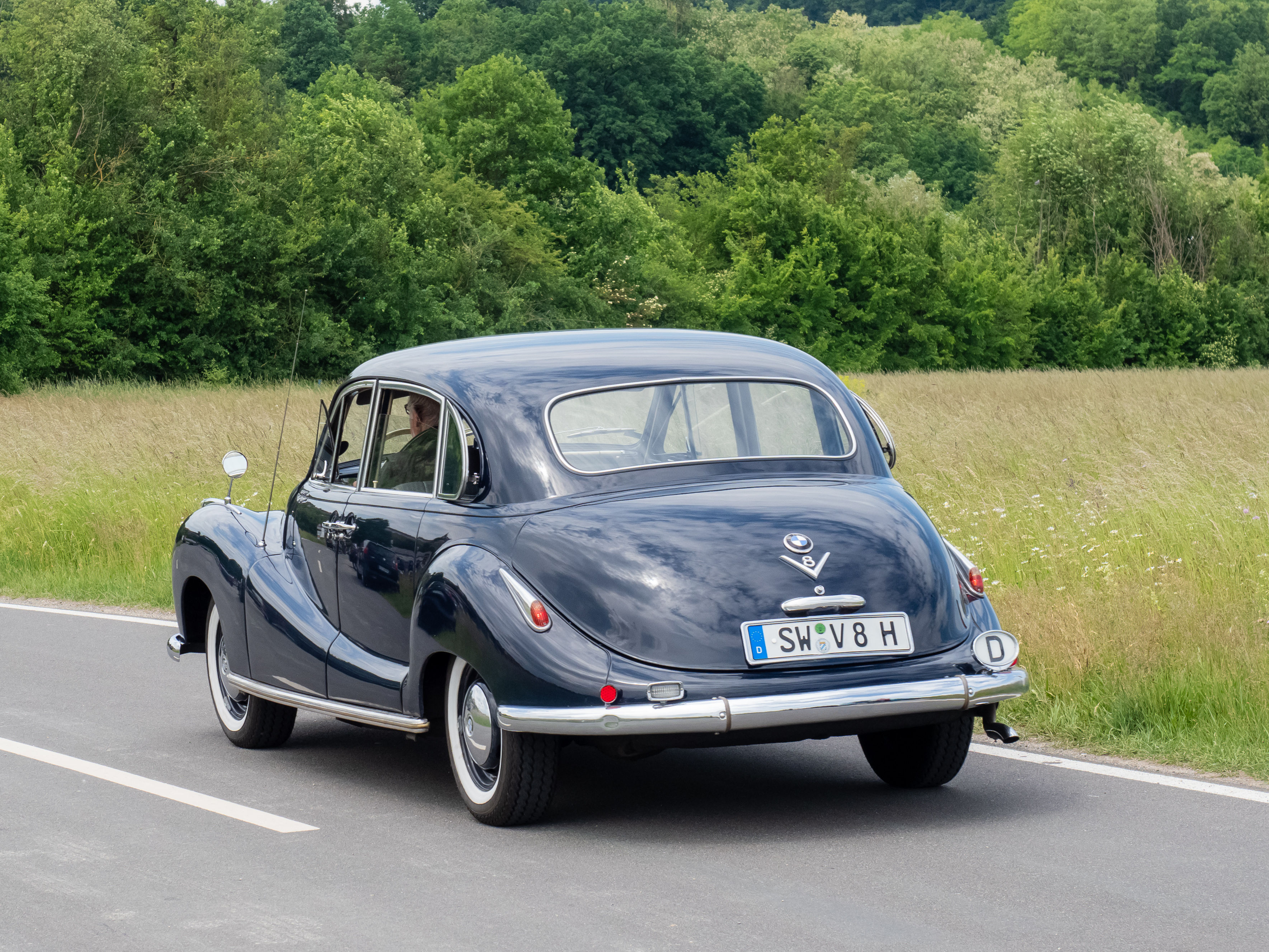
La BMW 501 utilisée par le chef du BND en Suisse.
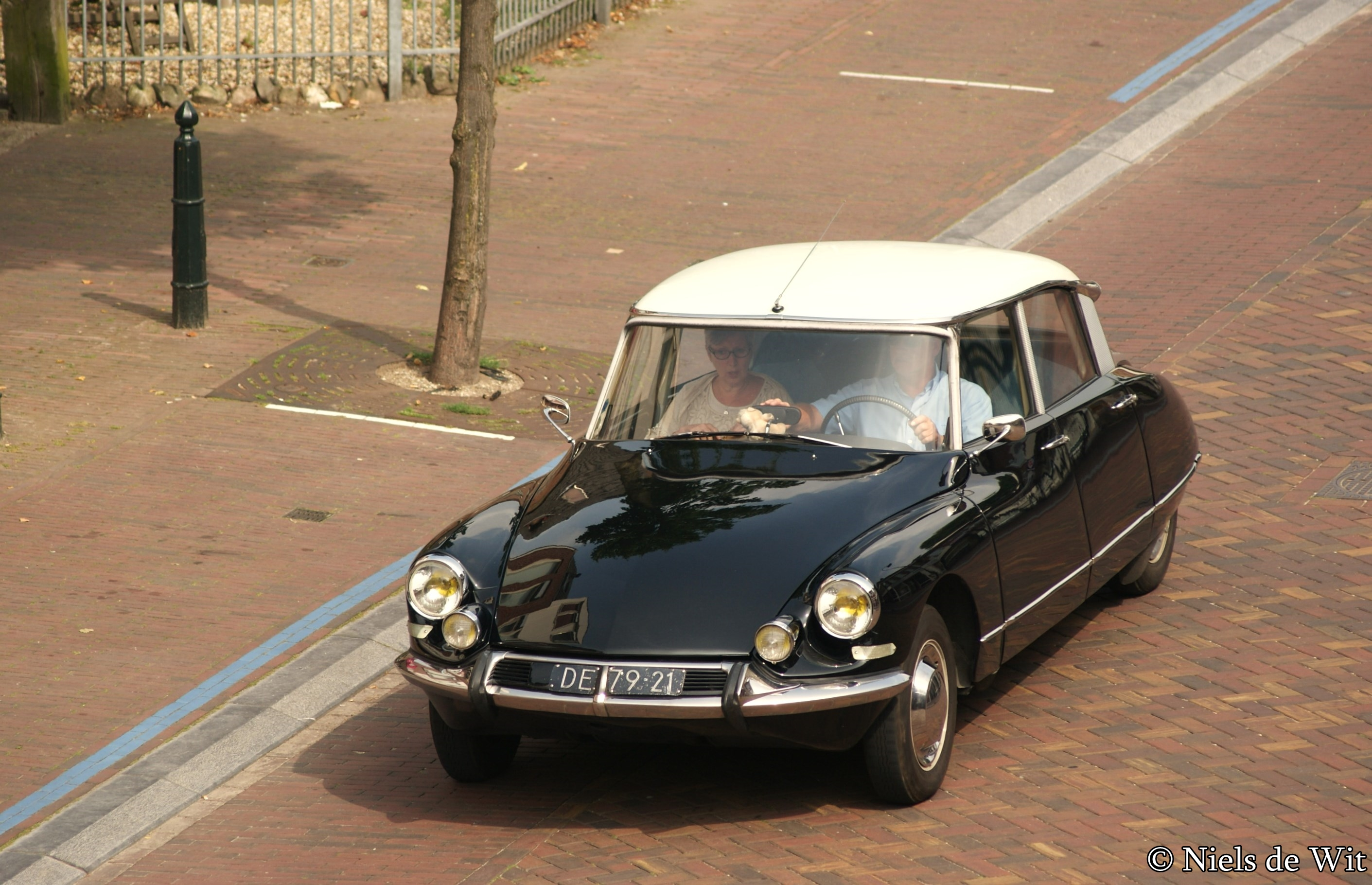
Citroen DS modèle 1963 utilisée par les tueurs du chef du BND.
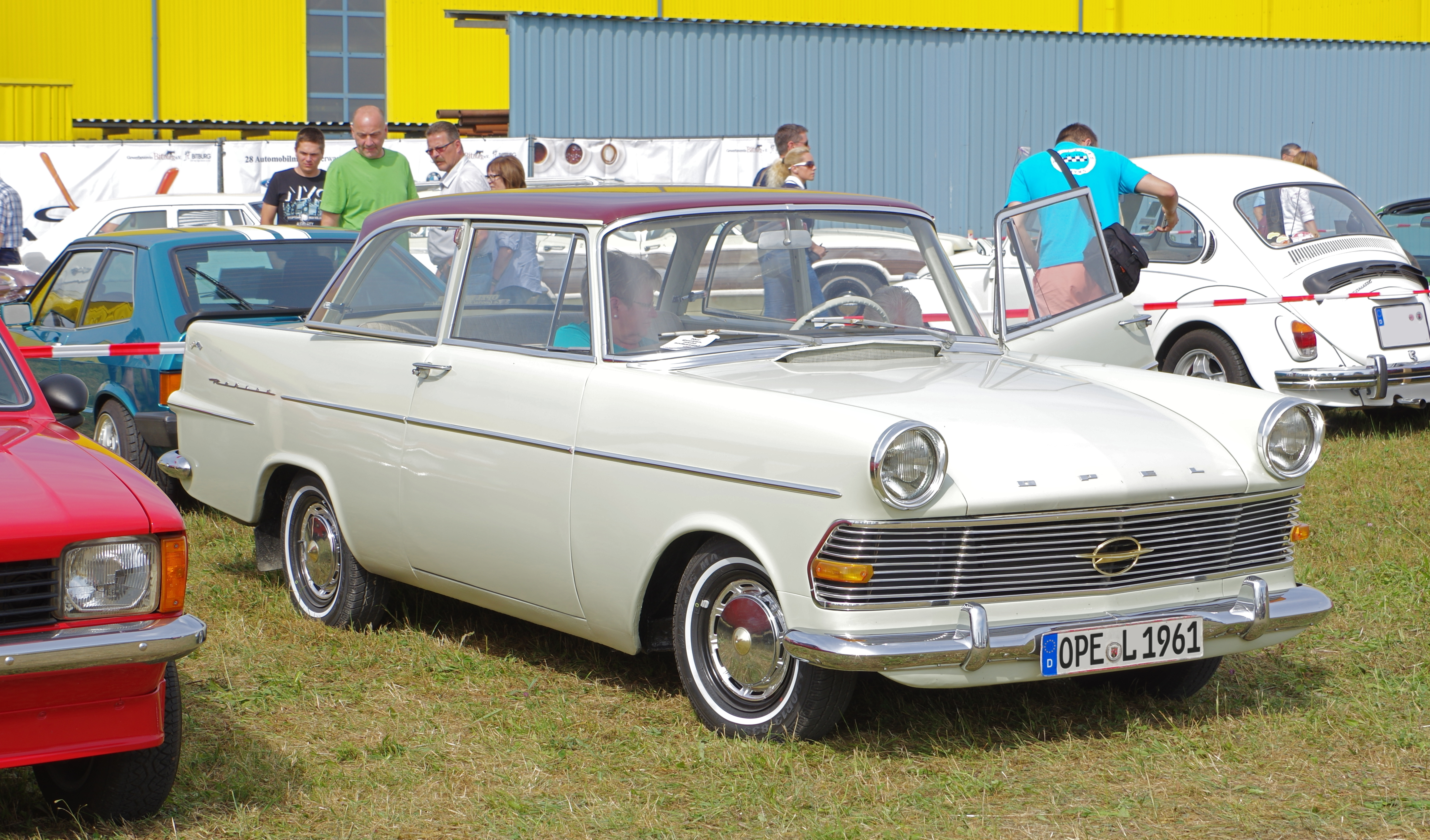
L'Opel Rekord du chef de station du MI6 à Berlin-Ouest.
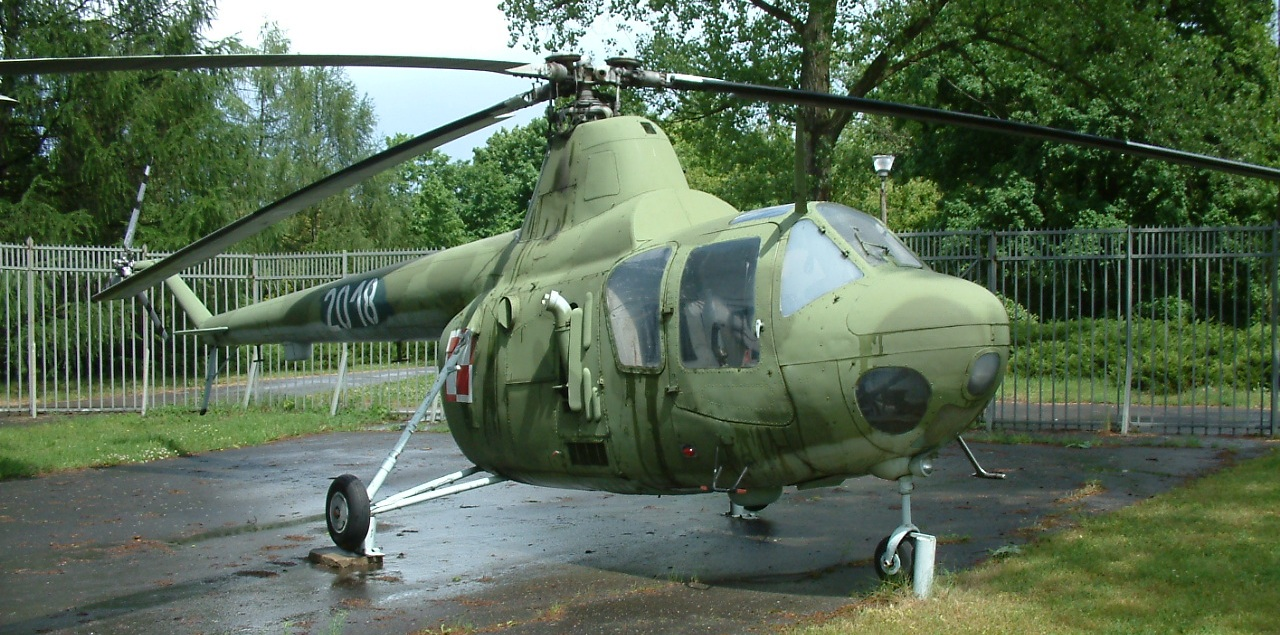
Olrik quitte l'Oural à bord d'un Mil Mi-1.
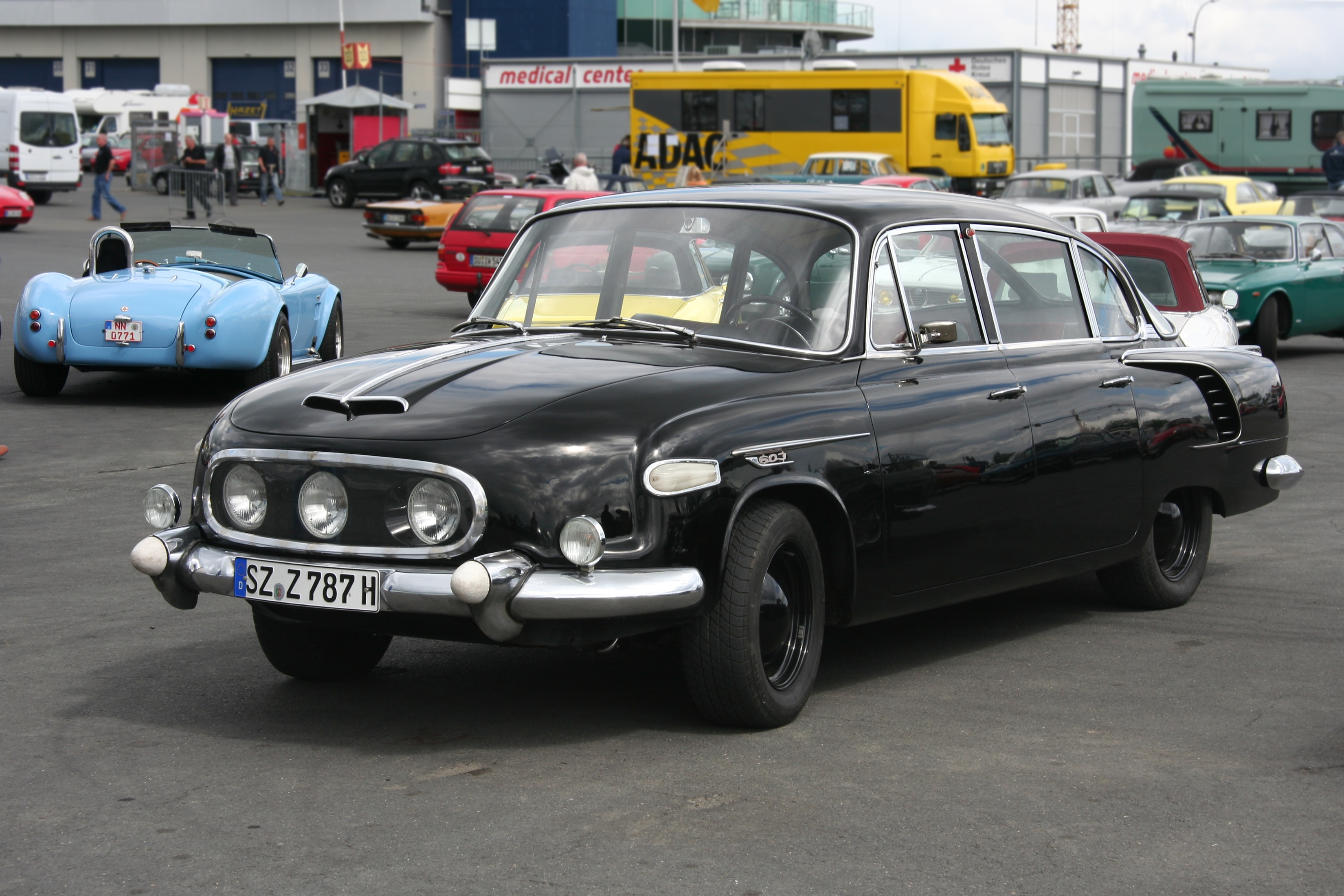
Olrik conduit une Tatra 603 à Berlin-Est.
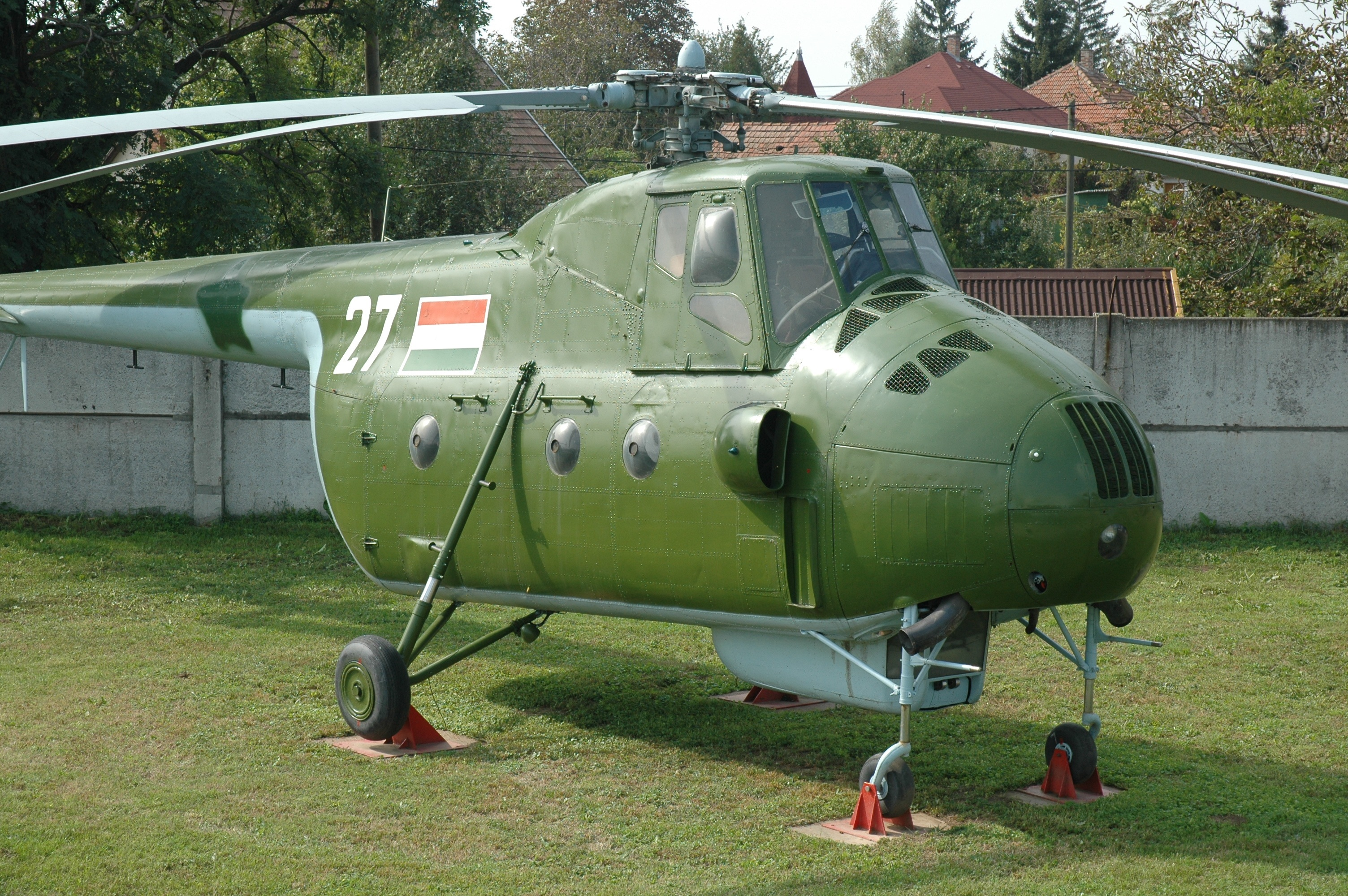
Blake et Mortimer rejoignent Berlin-Ouest à bord d'un Mil Mi-4.
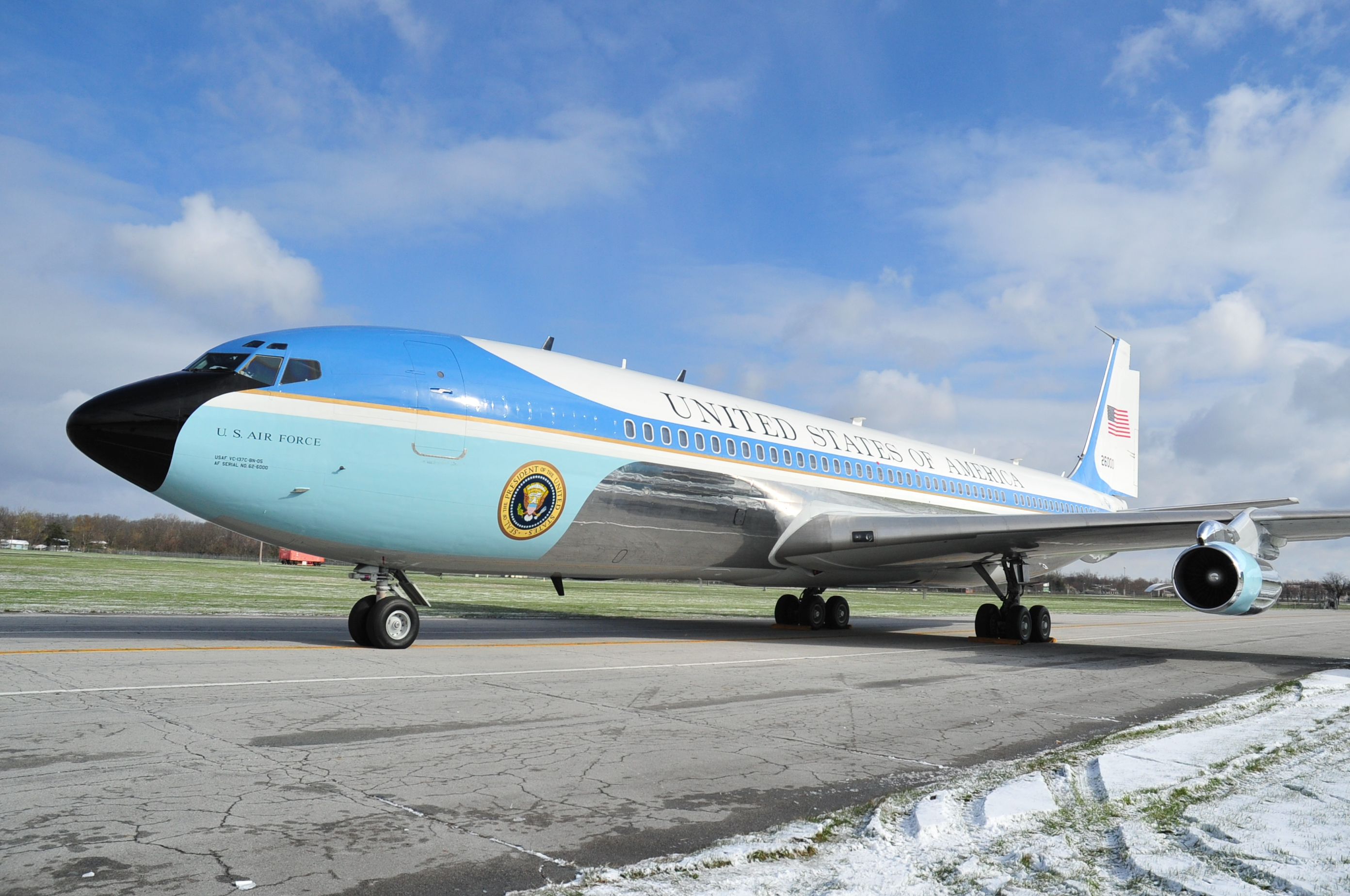
Boeing 707 U.S. Air Force One - SAM 26000

### Personnages

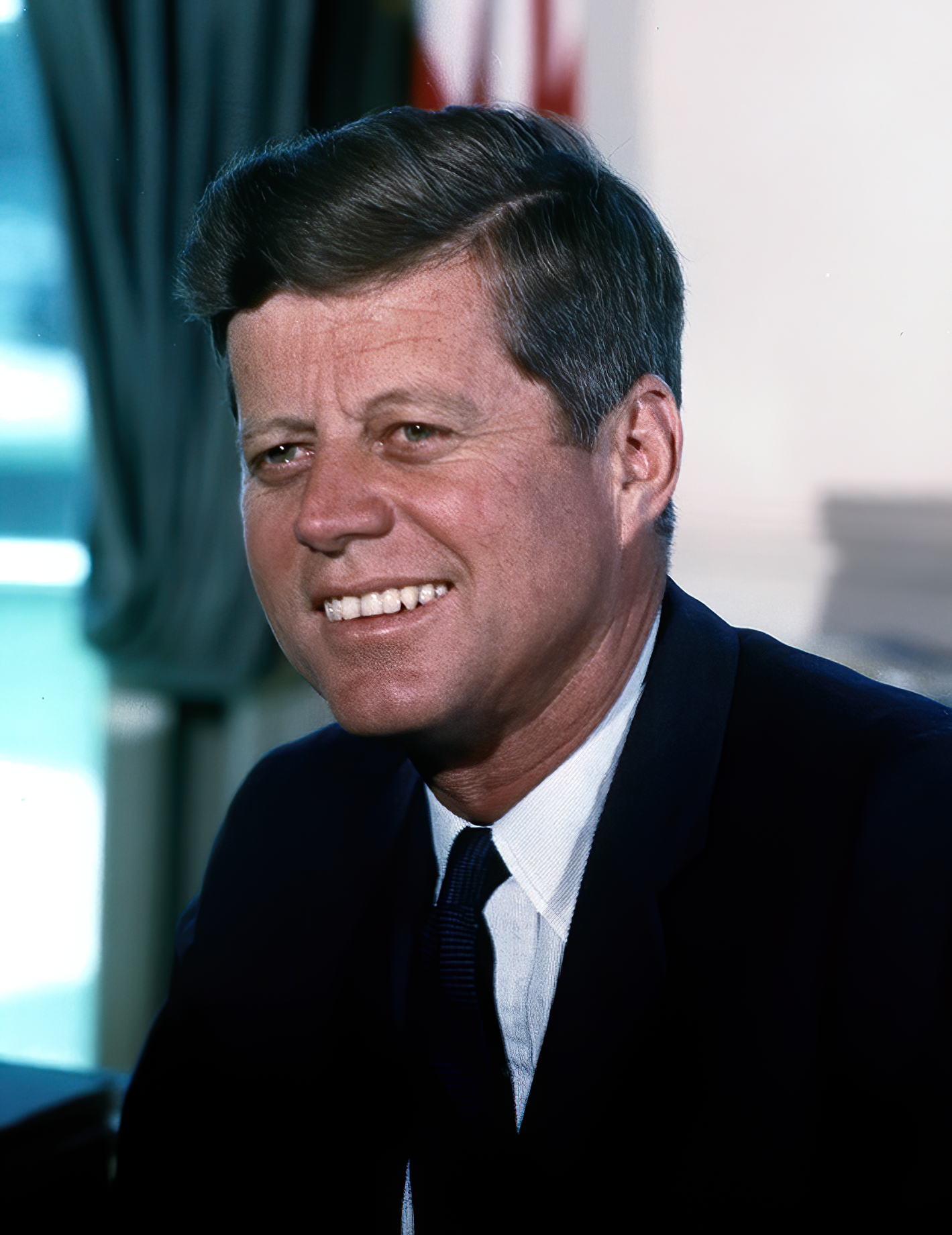
Le président J.F Kennedy, personnage non fictif figurant dans l'album

- Werner Scheibling, agent double tué au début du récit
- Olga Mandelstam, archéologue soviétique, collègue et amie du Pr Mortimer
- Julius Kranz, chirurgien est-allemand spécialiste des manipulations électro-chirurgicales sur le cerveau humain
- Les collègues du capitaine Blake
  - Otto Frutiger du BND (service de renseignement) ouest-allemand
  - Commissaire Pradier du SDECE français (personnage créé par E.P Jacobs)
  - Mark Rand, responsable la CIA
  - Général Carver de l'US Army Security Agency
  - Richard Mendoza, collègue argentin du capitaine Blake
- Tibor Kertesz, contact du capitaine Blake à Berlin-Est
- Krista Hagen est-allemande, actrice, fiancée de Tibor Kertesz
- Colonel Olrik, criminel et antagoniste de Blake et Mortimer (personnage créé par E.P Jacobs)
- John Fitzgerald Kennedy, président des États-Unis (dénommé dans l'album sous le nom de code « Prince »)
- Le Doppelgänger, double du président Kennedy, créé par le Dr Julius Kranz et sous le contrôle d'Olrik

## Inspirations
L'album s'inspire de la littérature d'espionnage, notamment les romans de John le Carré ou Ian Fleming, ainsi que du cinéma, avec des films comme L’Espion qui venait du froid, La Maison Russie ou Le Pont des espions. Il reprend une ambiance similaire à celle de L'Affaire Francis Blake, album paru en 1996. Les scénaristes ont choisi de placer cette aventure au cœur de la guerre froide des années 1960, la même année que la venue de John F. Kennedy à Berlin.
Il y a de nombreuses références ou allusions à d'autres œuvres :
- Le commissaire français Pradier est un personnage de SOS Météores et L'Affaire du collier.
- À la planche 62 (page 64) lors de l'annonce de l'assassinat de John F. Kennedy au Centaur club, Leslie Macomber : rédacteur en chef du Daily Mail est un personnage de La Marque jaune.
- Le site archéologique d'Arkaïm qui apparait à la planche 1 (page 3) et que le professeur Mortimer est invité à visiter, a été découvert seulement en 1987, alors que l'histoire se déroule en 1963.
- À la planche 5 (page 7), le capitaine Blake fait référence au fameux "Téléphone rouge" qui n'était pas en réalité un téléphone, ni de couleur rouge.
- À la planche 6 (page 8), un officier soviétique du "GRU", le colonel Volochine, ressemble à l'actuel président Vladimir Poutine.
- À la planche 7 (page 9), le professeur qui accueille la jeune étudiante soviétique dans son groupe s'appelle Morgenstern, en anglais, Morning Star, le nom du quotidien du Parti communiste de Grande-Bretagne.
- Le haut de la page 30 (planche 28) est inspiré d'une séquence de l'album La Marque jaune (lorsqu'Olrik pénètre dans l'appartement de Blake et Mortimer).
- La planche 15 (page 17) se réfère volontairement à un épisode de L'Affaire Tournesol[4]., lorsque le taxi est poussé à plonger dans le lac Léman. La voiture des tueurs est de la même marque que celle des agresseurs de Tintin dans L'Affaire Tournesol, mais à la différence notable que ceux-ci usent d'armes à feu contre Blake. De même, à la planche 14, l'agent secret ouest-allemand Otto Frutiger propose à Blake de le déposer à l'hôtel Cornavin, autre référence à L'Affaire Tournesol.
- À la planche 18 (page 20), le capitaine Blake rencontre le véritable directeur du Bnd de l'époque, Reinhard Gehlen.
- En planche 18 (page 20), Alfred Hitchcock apparait en officiant de la cérémonie d'enterrement. Dans la case suivante, Jacobus Armenwald signifie Jacobs Bois des Pauvres en Allemand et c'est une référence à la demeure de E.P. Jacobs près de Lasne.
- En planche 28 (page 30), des images de la séquence du meurtre dans la douche du film Psychose sont affichées. La méthode de Kranz est apparentée à la technique « technique Ludovico (en) » du film Orange mécanique, avec le même appareillage : il s'agit pendant un certain temps d'amener Mortimer, attaché à un fauteuil avec un appareillage qui le force à garder les yeux ouverts à l'aide d'une paire de blépharostats, à associer certains stimuli (des scènes de violence projetées sur un écran qu'il est forcé de regarder) aux douleurs provoquées par les drogues qu'on lui administre au cours du traitement.
- Page 47, planche 45, Mortimer est surpris par un militaire américain, en train de lire Le Capital de Karl Marx en espagnol.
- À la planche 52, Blake fait référence à la véritable Opération Gold, et à l'homme qui a conduit les soviétiques à la découverte du tunnel, un homonyme de Blake, le véritable George Blake. Il semble toutefois étrange dans l'album que le tunnel ait été laissé ouvert par les soviétiques après sa découverte.
- Le costume noir avec revers blanc, porté par le vrai John Kennedy à la page 63 (planche 61) semble faire référence à celui porté par le Prisonnier dans la série du même nom. Dans un des épisodes, celui-ci est confronté à son double, créé par les Maitres du Village, comme l'est Kennedy dans la case 6 de la planche 61.